# Predios Ejidales San Juan Atzacualoya
Predios Ejidales San Juan Atzacualoya, eller bara San Juan Atzacualoya, är en ort i Mexiko, tillhörande kommunen Tlalmanalco i delstaten Mexiko. Tezoyuca ligger i den centrala delen av landet och tillhör Mexico Citys storstadsområde. Orten hade 139 invånare vid folkräkningen 2010.